# الفيزياء أولا
الفيزياء أولاً (بالإنجليزية: Physics First) هو برنامج تعليمي مصمم لتعليم مبادئ الفيزياء الأساسية المقررة على طلاب الصف التاسع بأمريكا (أي في عمر 15 عادة)، بدلاً من مقرر علم الأحياء الموحد بشكل أكبر بين المدارس العامة. ويعتمد هذا المقرر على مهارات الرياضيات البسيطة التي اكتسبها الطلاب من دراستهم لمقرري تمهيدي الجبر والمستوى الأول منه. وبالاستعانة بهذه المهارات، يدرس الطلاب مجموعة فرعية كبيرة من قوانين الفيزياء التمهيدية مع التأكيد على المواضيع التي يمكن تجربتها حركيًا أو تلك التي لا تتطلب استدلالاً رياضيًا عميقًا.
بدأت الفيزياء أولاً بوصفها حركة منظمة بين المعلمين عام 1990 تقريبًا، وببطء أخذت الحركة في اكتساب شهرة واسعة بامتداد الولايات المتحدة. وقد كان مشروع النهضة الأمريكية في تعليم العلوم(ARISE) لعالم الفيزياء ليون ليدرمان أحد أبرز أنصار حركة الفيزياء أولاً.
ذكر العديد من أنصار حركة الفيزياء أولاً أن نجاح هذا النظام يؤسس للوصول إلى فهم أفضل للكيمياء، الذي سوف يؤدي بدوره إلى تحقيق مزيد من الفهم لعلم الأحياء. ونظرًا للطبيعة المادية لمعظم تجارب الفيزياء التمهيدية، أعدت حركة الفيزياءأولاً نفسها لمقدمة تتعلق بتعليم العلوم المعتمدة على البحث، التي يحظى الطلاب أثناء دراستها بالتشجيع على البحث في أساليب عمل العالم الذي يعيشون فيه.
وكانت غالبية المدارس الثانوية التي طبقت برنامج «الفيزياء أولاً» قد قامت بذلك عن طريق تقديم فصلين منفصلين، في مستويين مختلفين: المفاهيم الفيزيائية البسيطة في الصف التاسع، ثم مناهج الفيزياء المتقدمة في الصفين الحادي عشر والثاني عشر. وفي المدارس التي اعتمدت هذه المناهج، درس جميع طلاب الصف التاسع تقريبًا منهج «العلوم الطبيعية»، أو منهج «مقدمة للمفاهيم الفيزيائية». وتركز هذه المناهج على مفاهيم يمكن دراستها بالاستعانة بالمهارات التي تكتسب من مناهج تمهيدي الجبر والمستوى الأول للجبر. ومع تعلم مثل هذه الأفكار، من الممكن أن يتعرض الطلاب لأفكار فيزيائية ذات محتوى يرتبط بالعلوم الكيميائية، وغيرها من العلوم الاختيارية الأخرى. وبعد ذلك، يُشجع الطلاب على حصولهم على منهج الصفين الحادي عشر والثاني عشر في الفيزياء، والتي تستخدم الرياضيات المتقدمة بما في ذلك، المتجهات، والهندسة الرياضية، والجبر بمستوياته المتقدمة.
يوجد تداخل كبير بين حركة الفيزياء أولاً، وحركة نحو تعليم الفيزياء المفاهيمية - التي تسعى لتعليم الفيزياء بطريقة تؤكد على الفهم القوي لمبادئ الفيزياء باستخدام مهارة القدرة على حل المشكلات. وتستخدم العديد من برامج الفيزياء أولاً الكتاب المشهور «الفيزياء المفاهيمية» لمؤلفه بول جي هيويت أو «الفيزياء، المستوى الأول» لـ توم هسو.

## النقد
تعلم المدارس الأمريكية العامة تقليديًا علم الأحياء في السنة الأولى من المدرسة الثانوية، والكيمياء في الثانية، والفيزياء في السنة الثالثة. ويسود الاعتقاد بأن هذا الترتيب هو الأسهل، وذلك لأن علم الأحياء يمكن تعلمه دون الحاجة إلى معرفة الكثير من المبادئ الحسابية، كما أن هذا سيوفر بعض التنور العلمي لأكبر عدد ممكن من الطلاب.
بالإضافة إلى ذلك، يذكر بعض العلماء والمعلمين أن الطلاب المستجدين لا يتمتعون بخبرة كافية في الرياضيات حتى يتمكنوا من فهم مقرر الفيزياء فهمًا كاملاً، وبالتالي تضيع جودة تعليم الفيزياء. في الوقت الذي تتطلب فيه الفيزياء الإلمام بالمتجهات وبعض مبادئ حساب المثلثات الأساسية، يأخذ العديد من الطلاب في برنامج الفيزياء أولاً هذا المقرر بالتزامن مع مقرر الهندسة الرياضية. ويقترحون بدلاً من ذلك أن يدرس الطلاب علم الأحياء والكيمياء والتي تتطلب قدرًا أقل من الإلمام بالرياضيات عندما يكونون في السنة الأولى، وحتى يصبح الطلاب أكثر قدرة على استيعاب مفاهيم الفيزياء استيعابًا جيدًا عليهم أن يحرزوا تقدمًا في دراسة الرياضيات إما بتعلم المستوى الثاني من الجبر أو ما قبل التفاضل والتكامل. ويزيد البعض على ذلك قائلين إن تعلم التفاضل والتكامل شرط من شروط دراسة الفيزياء.
ويشير آخرون إلى أن طلاب المدارس الثانوية، على سبيل المثال، لن يتعرضوا لدراسة الفيزياء التي تتضمن الكيمياء في المقام الأول مطلقًا. “[الأ]سطح المنحدرة (بالاحتكاك أو عدمه) لن تحقق نجاحًا في... فصول الكيمياء في الثانوية... ويمكن أن يقال الشيء نفسه على بعض مواضيع الكيمياء التي تساعد حقًا في فهم الظواهر البيولوجية. وحتى تصبح الفيزياء ذات صلة بمنهج الكيمياء، على الطلاب أن يكونوا على اطلاع كامل على مفاهيم الطاقة والقوة والمادة التي تتجاوز سياق تطبيقات معينة مثل الأسطح المنحدرة.

## الحواشي
1. ↑  See, for example a National Science Foundation-funded project for 80 physics teachers 2009-2014 نسخة محفوظة 15 يوليو 2017 على موقع واي باك مشين.
2. ↑  American Association of Physics Teachers, College Park, MD, April 13, 2002 نسخة محفوظة 12 يونيو 2017 على موقع واي باك مشين.
3. ↑  Physics First: an informational guide for teachers, school administrators, parents, scientists, and the public -- upload file from the American Association of Physics Teachers نسخة محفوظة 03 مارس 2016 على موقع واي باك مشين.
4. ↑  Brief remarks on 'physics first' and high school science. [وصلة مكسورة] نسخة محفوظة 18 مايو 2012 على موقع واي باك مشين.

## وصلات خارجية
- American Association of Physics Teachers Listservs, incl. Physics First
- A Closer Look at Cross-Disciplinary Educational Sequences
- American Association of Physics Teachers on Physics First
- Project ARISE (American Renaissance in Science Education)
- AAPT Physics First Informational Guide (pdf file)